# Futbol'nyj Klub Ahrobiznes
Il Futbol'nyj Klub Ahrobiznes Voločys'k (in ucraino ФК Агробізнес Волочиськ?) è una società di calcio di Voločys'k, in Ucraina.
Gioca le partite interne allo stadio Junist'.

## Storia
Il club è stato fondato nel 2015 sulle ceneri del FK Zbruč. Il club, sebbene fondato subito dopo lo scioglimento dello Zbruč non si considera suo successore. Il primo allenatore dell'Ahrobiznes è stato Andrij Donec', originario proprio di Voločys'k.
Nel 2017 vince il campionato amatori e l'anno successivo quello di Druha Liha.
Nella stagione 2020-21 raggiunge le semifinali di Kubok Ukraïny. Nella stagione 2022-2023 sospende le attività a causa dell'invasione russa dell'Ucraina.

## Palmarès

### Competizioni nazionali
- Druha Liha: 1

2017-2018

### Altri piazzamenti
- Coppa d'Ucraina:

Semifinalista: 2020-2021

## Rosa 2020-2021
Aggiornata al 4 gennaio 2021.
| N. |                    | Ruolo | Calciatore         |
| -- | ------------------ | ----- | ------------------ |
| 1  | Ucraina (bandiera) | P     | Anton Zadereyko    |
| 4  | Ucraina (bandiera) | D     | Vladyslav Shapoval |
| 9  | Ucraina (bandiera) | A     | Ivan Hlyvyi        |
| 10 | Ucraina (bandiera) | C     | Dmytro Yukhymovych |
| 11 | Ucraina (bandiera) | C     | Jevhenij Nemtinov  |
| 12 | Ucraina (bandiera) | C     | Yevhen Yemayev     |
| 13 | Ucraina (bandiera) | C     | Ruslan Chernenko   |
| 14 | Ucraina (bandiera) | C     | Artur Dumanyuk     |
| 15 | Ucraina (bandiera) | D     | Arsen Slotyuk      |
| 16 | Ucraina (bandiera) | A     | Bohdan Semenets    |
| 17 | Ucraina (bandiera) | D     | Ihor Kurylo        |
| 18 | Ucraina (bandiera) | C     | Ivan Kohut         |

| N. |                    | Ruolo | Calciatore       |
| -- | ------------------ | ----- | ---------------- |
| 19 | Ucraina (bandiera) | C     | Mykola Kohut     |
| 21 | Ucraina (bandiera) | D     | Ihor Boychuk     |
| 22 | Ucraina (bandiera) | C     | Serhiy Kosovskyi |
| 24 | Ucraina (bandiera) | D     | Artem Yarmolenko |
| 25 | Ucraina (bandiera) | C     | Vitaliy Hrusha   |
| 29 | Ucraina (bandiera) | C     | Roman Didyk      |
| 30 | Ucraina (bandiera) | P     | Oleh Mozil       |
| 31 | Ucraina (bandiera) | P     | Andriy Artym     |
| 47 | Ucraina (bandiera) | D     | Yuriy Romanyuk   |
| 77 | Ucraina (bandiera) | A     | Serhiy Petrov    |
| 80 | Ucraina (bandiera) | C     | Serhiy Semenyuk  |